# Den tapre Skrædder
Den tapre Skrædder er en dansk stumfilm fra 1920, der er instrueret af Lau Lauritzen Sr. efter manuskript af Valdemar Hansen.

## Handling
Denne artikel mangler et handlingsreferat. Hjælp os med at skrive det.